# Дом Симбирской губернской земской управы
Симбирская губернская земская управа — историческое здание в Ульяновске. Находится на улице Гончарова в Ленинском районе города. Является памятником архитектуры регионального значения.

## История
В начале XX века в Симбирске возник вопрос о постройке здания для губернской земской управы, которое предполагалось возвести на главной улице города, и поэтому в 1902 году Императорским обществом архитекторов был объявлен конкурс на лучший проект здания. Его выиграл молодой гражданский инженер — студент высшего художественного училища Академии художеств А. И. Дмитриев.
Новое здание начали возводить на углу улиц Большой Саратовской (Гончарова) и Покровской (Льва Толстого) в 1903 году. За ходом строительства следили городской архитектор В. Л. Ивановский и самарский техник-строитель и архитектор М. Ф. Квятковский. Строительство было завершено два года спустя в 1905 году.
Председателем Симбирской губернской земской управы в 1906—1918 гг. был Беляков Николай Фёдорович.
В новом здании расположились различные городские службы: дорожно-строительный, санитарный и сельскохозяйственный отделы, а также выставка, библиотека и просторный зал для земских собраний.

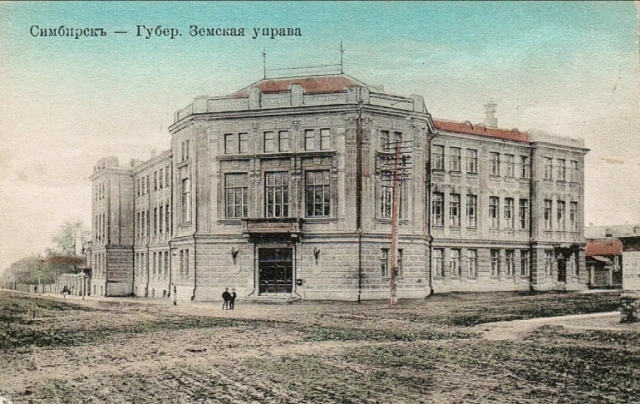
Губернская Земская Управа (Симбирск, открытка, 1917).

После Октябрьской революции в здании бывшей земской управы работали пролетарский университет, редакции различных газет и другие учреждения. 
В 1931 году сюда переехало городское, а позднее областное управление связи. Ныне здесь располагается Ульяновский Главпочтамт.
По Решению № 223/5 Ульяновского областного Совета депутатов трудящихся от 16.03.1957 г. и Распоряжению № 959-р Главы администрации Ульяновской области от 29.07.1999 г. Здание бывшей Симбирской губернской земской управы было признано памятником архитектуры регионального значения.

Информационная табличка.

В 2005 году рядом с входом в здание установлен символический памятный знак «Симбирская нулевая верста».                                                                                                                                                                                                                                                                            

## Описание
Здание Симбирской губернской земской управы стало одним из самых лучших украшений Симбирска, и поэтому его изображение часто печатали на открытках начала XX в. Здание было построено трёхэтажным, его представительность была подчёркнута высокими окнами второго этажа, которые были обрамлены наличниками и высокими карнизами. Угловая центральная часть здания была выполнена раскрытой с трёх сторон, а главный вход был сделан в форме пятигранного выступа, чтобы добиться хорошего освещения зала. Сам зал внутри имел овальный свод и небольшой балкон на втором этаже.
Барельефы на фасаде здания и фигуры атлантов в вестибюле были сделаны по эскизам художника М. Ф. Квятковского. Его авторству принадлежит также роспись плафона, но она была утрачена.

## Здание в филателии
- 5 октября 1964 года Министерства связи СССР издал художественный маркированный конверт. Ульяновск. Городской узел связи. (Художник Ю. В. Ряховский)[7].
- В 1972 году Министерством связи СССР был издан  художественный маркированный конверт (ХМК). Ульяновск. Почтамт[8][9].
- В 1987 году Министерством связи СССР был издан  художественный маркированный конверт (ХМК). Ульяновск. Почтамт[10].
- В 2003 году  Министерство связи России выпустило ХМК — Ульяновск. Почтамт[11].
- В 2005 году  Министерство связи России выпустило ХМК — «Ульяновск. Почтамт».

## Галерея

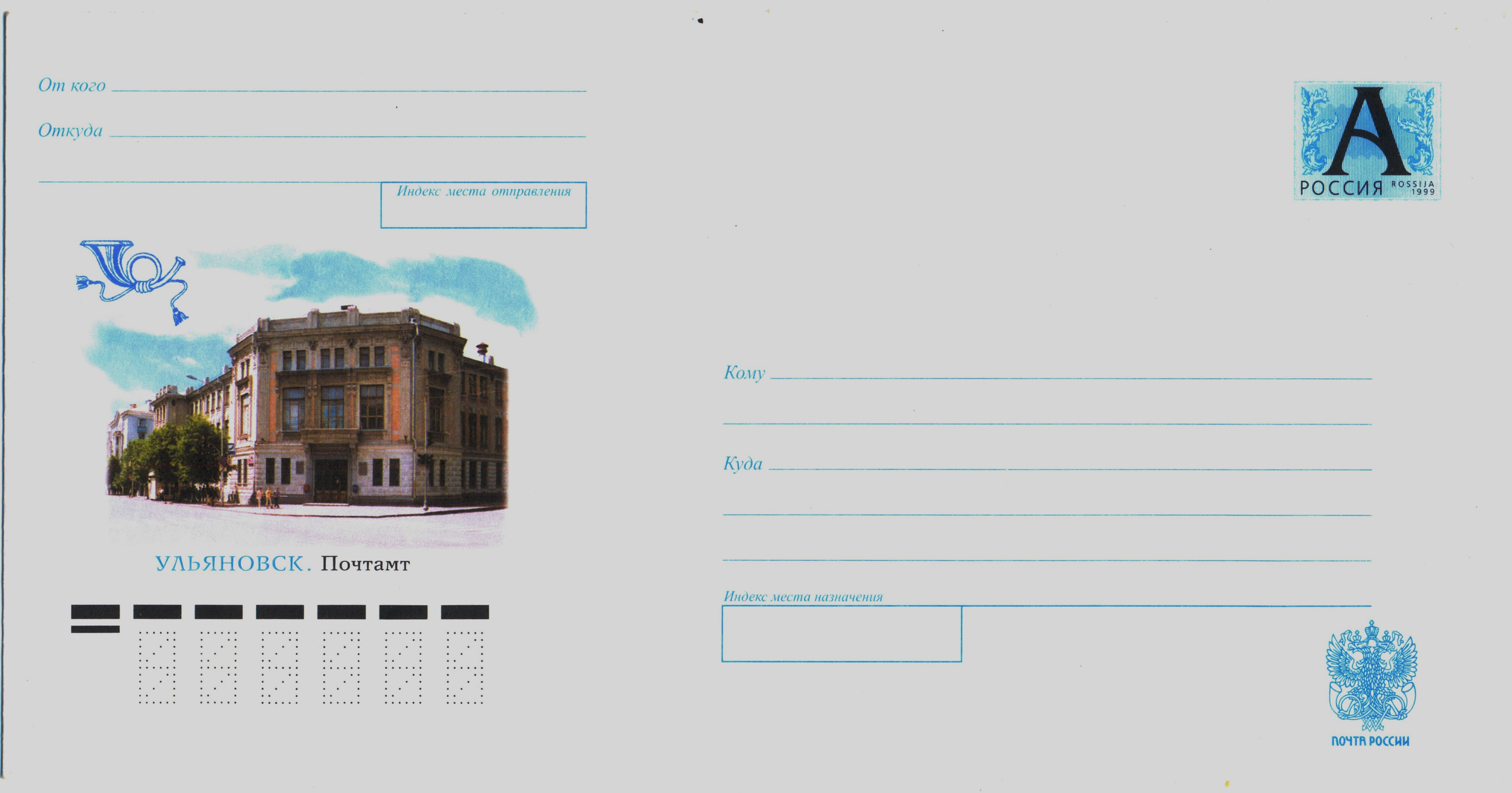
Конверт почтовый, Россия, 2005 г. «Ульяновск. Почтамт».
Памятник Симбирской «нулевой» версте, у здания Почтамта
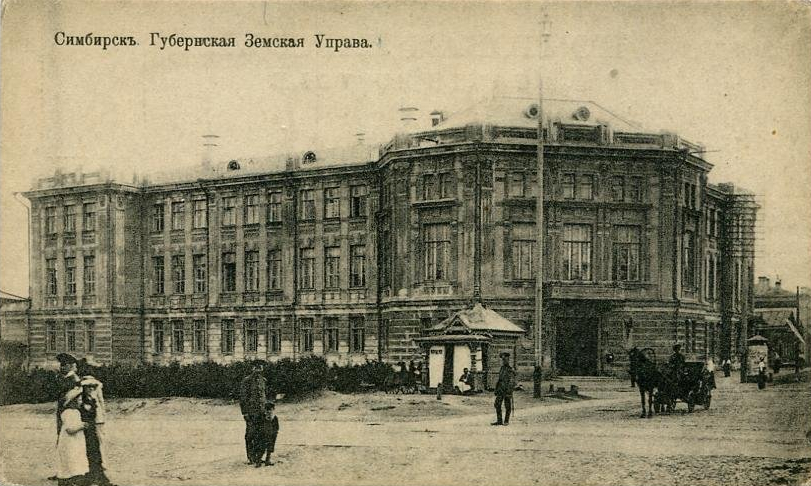
Симбирская губернская земская управа на дореволюционной открытке.
Фигура атланта.
Фигура атланта.
Вестибюль Главпочтамта.
Информационная табличка.
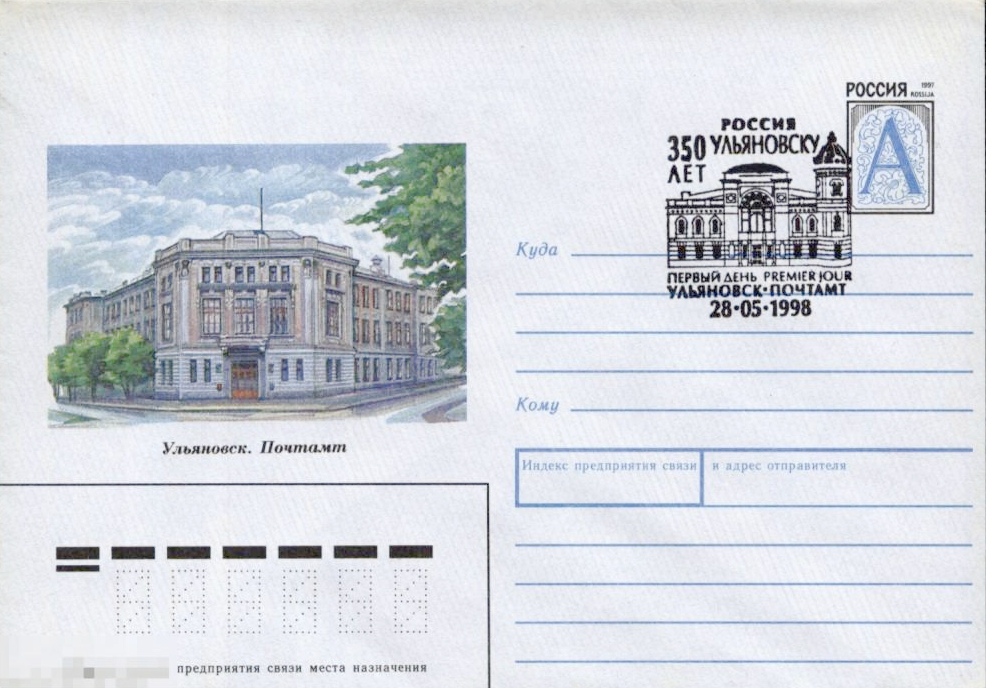
КПД РФ, 1997 г. Ульяновск. Почтамт. со СГ.
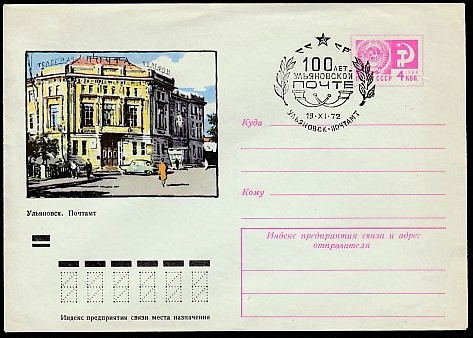
ХМК СССР, 1972. 100 лет Ульяновской почте со СГ.
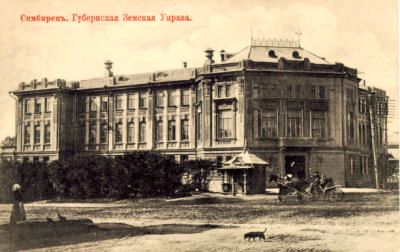
Симбирская губернская земская управа на дореволюционной открытке.